# Relaciones Birmania-Costa Rica
Las relaciones Costa Rica-Birmania se refieren a las relaciones internacionales que existen entre Costa Rica y Birmania, oficialmente Myanmar.
Costa Rica y Myanmar (entonces Birmania) establecieron relaciones diplomáticas en 1977. En marzo de 2001 visitó Costa Rica una Delegación de Myanmar, con el objetivo de exponer algunos aspectos de la política exterior de su país. Durante su estancia en Costa Rica los visitantes se entrevistaron con el ministro de Relaciones Exteriores y Culto a.i., Lic. Danilo Chaverri; el director de Política Exterior, embajador José Joaquín Chaverri y el embajador de Costa Rica en las Naciones Unidas, Bernd H Niehaus Quesada.